# Gennady Golovkin
Gennady Gennadyevich Golovkin (russisk: Геннадий Геннадьевич Головкин) født 8. april 1982 i Karagandy, Kasakhiske SSR i Sovjetunionen) er en kasakhisk bokser, der deltog ved Sommer-OL 2004, hvor han vandt sølv i mellemvægt (75 kgklassen). 
Som professionel har han pr. december 2020 bokset 43 kampe, hvoraf han har vundet de 41, tabt en og bokset en uafgjort. 
Han har vundet titler hos WBA (Super), WBC og IBO i mellemvægt, men tabte disse i karrierens enesete nederlag til mexikaneren Canelo Álvarez. I oktober 2019 vandt han bælter hos Won vacant IBF og IBO.
Han var i besiddelse af den højeste knock out rate i mellemvægt-verdensmesterskabets historie med en knock out procent på 90.9%. Golovkin er aldrig blevet slået ned eller slået ud i sine over 375 kampe hverken som professionel eller som amatør. Han blev udnævnt som "Fighter of the Year" i 2013 af The Ring magazines læsere. Golovkin har mindeværdige sejre over tidligere verdensmestre Kassim Ouma og Daniel Geale.

## Opvækst og privatliv
Gennady Golovkin blev født som en af fire brødre til en russisk far, som var en kulminearbejder, og en Sydkoreansk mor, som var assistent i et kemisk laboratorium. Hans storebrødre, Sergey og Vadim, havde skubbet ham i ringen. Da han var otte, sluttede de sig begge til den sovjetiske hær.
I 1990 blev Gennadys bror Vadim dræbt i kamp. I 1994 blev Sergey også dræbt i kamp. Der var ingen oplysninger givet af embedsmænd og der var ingen begravelse for nogen af dem. Begge brødre blev tabt i krigen før Gennady var fyldt 14. Golovkin pressede dog på og brugte familiens tragedie som motivation til at fortsætte at kæmpe.
Golovkin flyttede til Tyskland i 2006. Han og hans kone Alina har en søn ved navn Vadim. Golovkin taler fire sprog: kasakhisk, tysk, russisk og engelsk. Han har en tveægget tvillingebror ved navn Maxim, som også var en talentfuld amatørbokser og sluttede sig til Gennady lejr og hold i 2012. I slutningen af 2014 flyttede Gennady med sin familie til Los Angeles.